# ژانگ بین
ژانگ بین (انگلیسی: Zhang Bin؛ زادهٔ ۲۸ دسامبر ۱۹۶۱) بازیکن بسکتبال اهل چین بود.
از باشگاه‌هایی که در آن بازی کرده‌است می‌توان به باشگاه بسکتبال بایی راکتس اشاره کرد.